# رون رايلي (لاعب كرة سلة مواليد 1950)
رون رايلي (بالإنجليزية: Ron Riley)‏ مواليد 11 نوفمبر 1950 في لوس أنجلوس، هو لاعب كرة سلة أمريكي سابق. تم اختياره من قبل فريق سكرامنتو كينغز خلال الدرافت. يبلغ طوله 6 قدم 8 بوصة (2.0 م). لعب مع سكرامنتو كينغز وهيوستن روكتس.

## روابط خارجية
- رون رايلي على موقع إن بي أي (الإنجليزية)
- رون رايلي على موقع سبورتس رفرنس (الإنجليزية)
- رون رايلي على موقع كلية كرة السلة في سبورتس رفرنس.كوم (الإنجليزية)
- رون رايلي على موقع ريلجم (الإنجليزية)